# The Reynold Girls
A The Reynold Girls brit testvérpár volt, akiknek a legismertebb dala az 1989-ben megjelent I'd Rather Jack című sláger volt, mely 1989. áprilisában Írországban 6. helyen végzett. az Egyesült Királyság kislemezlistáján pedig 8. volt. Hollandiában a 8., míg Belgiumban a 7. helyen végzett, de több európai slágerlistára felkerült.
A zenekar tagjai:
- Linda Reynolds (1970)
- Aisling Reynolds (1972)

## Karrier
Az iráni származású testvérek Litherlandben, Sefton egy külvárosában nőttek fel. A lányoknak van egy húga is Debbie, aki a Brookside című brit szappanoperában játszotta Katie Rogers karakterét 1987 és 1989 között. 1989-ben a lányok megmutatták a dal demo felvételeit a  Stock Aitken Waterman párosnak, akik lemezszerződést kötöttek velük, és a produceri munkálatokat is elvállalták. A lányok ekkor 18 és 16 évesek voltak.
Az I'd Rather Jack című dalt a zenekritikusok figyelmen kívül hagyták annak ellenére, hogy előkelő helyezést szerzett a slágerlistákon, viszont az Egyesült Királyságban abban az időben a rádióállomások a lejátszási listák helyett szívesebben játszották a Stock Aitken Waterman által megjelent dalokat. Ezután a The Reynold Girls nem mutatott valódi média érdeklődést annak ellenére, hogy megjelent második kislemezük a Get Real, azonban ez nem lett túl sikeres, így a duó feloszlott. Albumot nem jelentettek meg.
A Channel 4 nevű angol televíziós csatorna 2003-as közvélemény kutatása szerint a dal a 91. helyezést érte el a 100 Minden idők legrosszabb pop dala kategóriában. 2012-ben a PWL kiadóról egy dokumentumfilmet sugároztak, ahol elismerték, hogy ez a rövid életű duó a kritikusok általi megnyilvánulásokhoz vezethetően semmisítette meg a testvérek karrierjét.

## Diszkográfia

### Kislemezek
| Év   | Cím               | Official Charts Company | The Irish Charts | Dutchcharts | Ultratop 50 (Flanders) | (ARIA) |
| ---- | ----------------- | ----------------------- | ---------------- | ----------- | ---------------------- | ------ |
| 1989 | "I'd Rather Jack" | 8                       | 6                | 8           | 7                      | 43     |
| 1989 | "Get Real"        | -                       | -                | -           | -                      | -      |